# Malorad

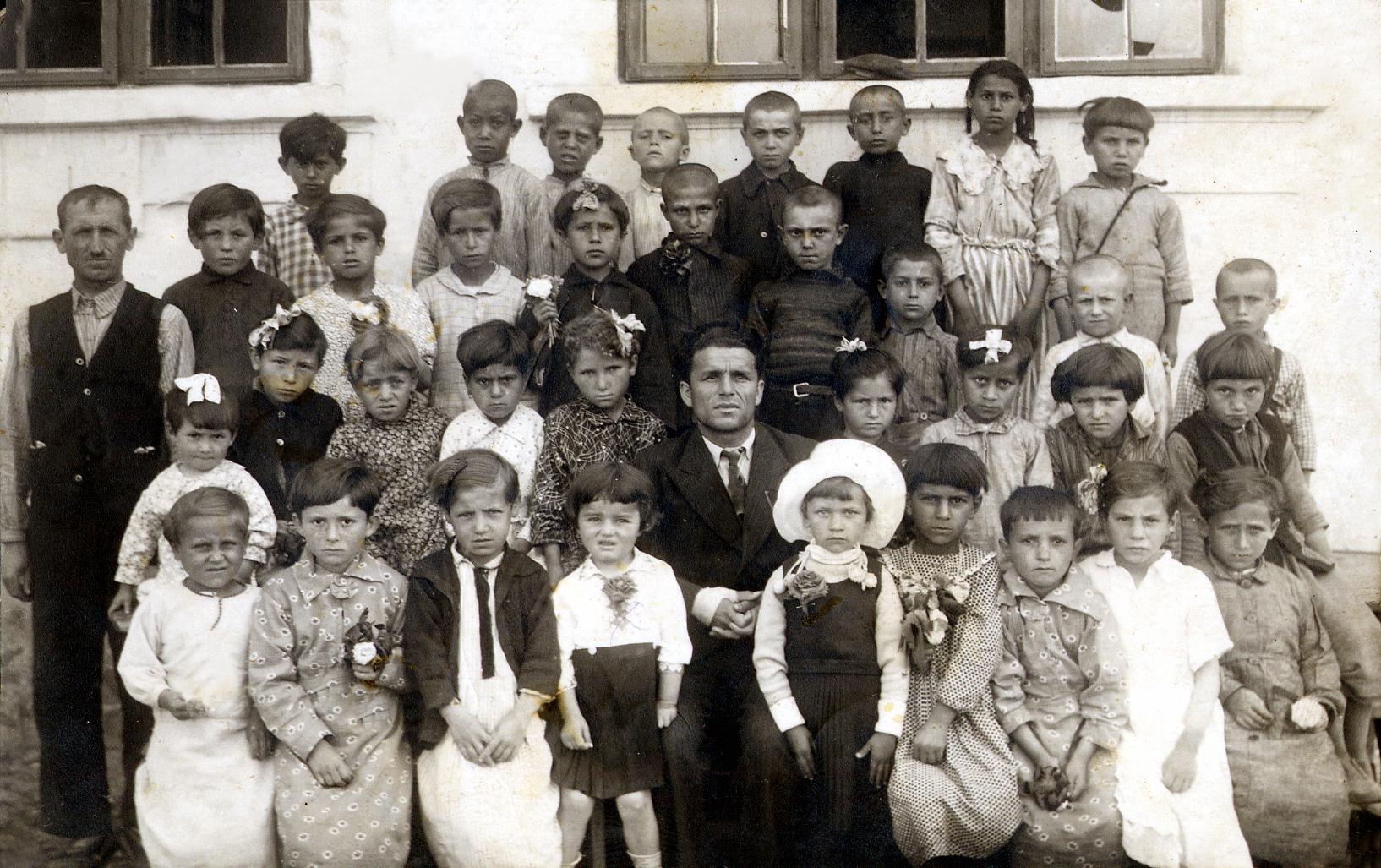
Schoolkinderen in Malorad (1936-37)

Malorad (Bulgaars: Малорад) is een dorp in het noordwesten van Bulgarije. Zij is gelegen in de gemeente Borovan in de oblast Vratsa. Het dorp ligt ongeveer 40 km ten noorden van Vratsa, 50 km ten zuiden van Kozlodoeï, 70 km ten oosten van Montana, 86 km ten westen van Pleven en 93 km ten noorden van de hoofdstad Sofia.

## Bevolking
De telling van 1900 registreerde 1.835 inwoners. Het inwonersaantal groeide verder naar 3.391 inwoners in 1926, 4.158 inwoners in 1934 en vervolgens tot een recordhoogte van 4.508 inwoners in 1946. Sinds de jaren vijftig van de twintigste eeuw loopt het inwonersaantal echter drastisch terug. Zo werden er op 31 december 2019 1.632 inwoners geteld, een halvering vergeleken met 3.395 personen in de telling van 1975. Van de 1.883 inwoners reageerden er 1.871 op de optionele volkstelling van 2011. De grootste bevolkingsgroep vormden de etnische Bulgaren met 1.801 personen (96,3%). De etnische Bulgaren werden gevolgd door 59 Roma (oftewel 3,2%). Volgens burgemeester Petar Garvanski vormden de Roma echter tweederdemeerderheid van de bevolking, terwijl de rest vooral oudere Bulgaren waren. De verhouding tussen de etnische Bulgaren en de Roma zijn gespannen in het dorp.
Van de 1.883 inwoners die in februari 2011 werden geregistreerd, waren er 302 jonger dan 15 jaar oud (16%), terwijl er 536 inwoners van 65 jaar of ouder werden geteld (29%).